# Нью-Голланд (Південна Дакота)
Нью-Голланд (англ. New Holland) — переписна місцевість (CDP) в США, в окрузі Дуглас штату Південна Дакота. Населення — 77 осіб (2020).

## Географія
Нью-Голланд розташований за координатами 43°25′43″ пн. ш. 98°36′26″ зх. д. / 43.42861° пн. ш. 98.60722° зх. д. (43.428675, -98.607331).  За даними Бюро перепису населення США в 2010 році переписна місцевість мала площу 0,30 км², уся площа — суходіл.

## Демографія
Згідно з переписом 2010 року, у переписній місцевості мешкало 76 осіб у 35 домогосподарствах у складі 26 родин. Густота населення становила 252 особи/км².  Було 45 помешкань (149/км²).
Расовий склад населення:
| - 97,4 % — білих - 2,6 % — корінних американців |

До двох чи більше рас належало 0,0 %. Частка іспаномовних становила 0,0 % від усіх жителів.
За віковим діапазоном населення розподілялося таким чином: 14,5 % — особи молодші 18 років, 51,3 % — особи у віці 18—64 років, 34,2 % — особи у віці 65 років та старші. Медіана віку мешканця становила 52,0 року. На 100 осіб жіночої статі у переписній місцевості припадало 117,1 чоловіків;  на 100 жінок у віці від 18 років та старших — 97,0 чоловіків також старших 18 років.
Цивільне працевлаштоване населення становило 0 осіб. 